# Tetracameralismo
Tetracameralismo (dal greco tetra, quattro + il latino camera) consiste nell'avere quattro camere legislative o parlamentari. È un sistema opposto al monocameralismo e al bicameralismo, molto usate, e il tricameralismo, usato raramente nelle amministrazioni dei paesi.
Le assemblee deliberative medievali scandinave erano tradizionalmente tetracamerali, per i quattro stati della società: la nobiltà, il clero, la borghesia e la classe dei contadini. Il Riksdag svedese e finlandese hanno mantenuto questo sistema a lungo.
La Finlandia ha avuto il sistema tetracamerale quando faceva parte dell'Impero Russo fino al 1906, prima di scegliere il moderno sistema legislativo monocamerale, con il quale tuttora si regge.